# Applications Technology Satellite

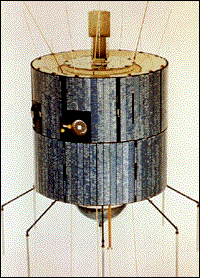
ATS-3

Applications Technology Satellite (ATS) – seria próbnych satelitów badawczych NASA umożliwiających testy aparatury satelitów meteorologicznych, telekomunikacyjnych, nawigacyjnych oraz testy systemów stabilizacji. Satelity te były wynoszone za pomocą rakiet typu Atlas i Titan 3C (ostatnia misja ATS-6). Łącznie umieszczono na orbicie 6 satelitów ATS:
- ATS-1 – wystrzelony 7 grudnia 1966, wyłączony 1 grudnia 1978
- ATS-2 – wystrzelony 6 kwietnia 1967, nie osiągnął planowanej orbity docelowej, wyłączony po pół roku ze względu na małą ilość użytecznych danych jakie mógł przekazywać
- ATS-3 – wystrzelony 5 listopada 1967, wyłączony 1 grudnia 1978
- ATS-4 – wystrzelony 10 sierpnia 1968, wszedł na orbitę znacznie niższą od planowanej, uległ zniszczeniu przy ponownym wejściu w atmosferę 17 października 1968
- ATS-5 – wystrzelony 12 sierpnia 1969, wszedł w niekorzystny ruch obrotowy, w wyniku czego części eksperymentów nie udało się zrealizować
- ATS-6 – wystrzelony 30 maja 1974, działał do sierpnia 1979